# Jarosław Wajk
Jarosław Wajk (ur. 29 września 1963) – polski wokalista, gitarzysta, autor tekstów, kompozytor, terapeuta uzależnień. 

## Życiorys

### Kariera muzyczna
Początkowo udzielał się jako gitarzysta w warszawskich kapelach wykonujących muzykę punk-rockową, w towarzystwie grającego na perkusji Kuby Wojewódzkiego (późniejszego dziennikarza). Pierwszy z amatorskich zespołów założył w 1981 jako licealista. Zespół ten został dostrzeżony przez Roberta Brylewskiego i Tomasza Lipińskiego (ówczesnych liderów Brygady Kryzys), którzy złożyli grupie propozycję występu na jednym z przeglądów zespołów nowej fali. Ostatecznie grupa nie skorzystała z propozycji, a Jarosław Wajk przeszedł do zespołu Daab, w składzie którego pozostał zanim zespół zrealizował swoje pierwsze nagrania.  
Profesjonalną karierę muzyczną Jarosław Wajk rozpoczął w 1984, gdy został wokalistą zespołu Collage. W 1985 opuścił zespół. Po odejściu Roberta Gawlińskiego z zespołu Madame, miał zostać nowym wokalistą formacji. Ostatecznie, w 1986 z liderem grupy, Robertem Sadowskim zawiązał nowy zespół o nazwie Lizard's Day. Z zespołem zrealizował dwa nagrania w studio RSC w Rzeszowie – "Gertruda Stein" i "Requiem For Black Snake". 
W 1988 wziął udział w przesłuchaniu na nowego wokalistę zespołu Oddział Zamknięty. Oficjalnie dołączył do niego w 1989 zastępując Zbigniewa Bieniaka. Z grupą wziął udział m.in. w trasie koncertowej po ZSRR oraz dokonał dwóch nagrań w studio S-4 (utwory pt. "Stół" i "Skandal"). Z powodu odmiennych koncepcji artystycznych, jeszcze tego samego roku rozstał się z zespołem.
W 1992 na chwilę powrócił do zespołu Collage, a następnie wziął udział w reaktywacji Oddziału Zamkniętego. Wraz z zespołem zaśpiewał kilkaset koncertów w Polsce i za granicą m.in. w USA (w prestiżowym klubie Limelight w Nowym Jorku). Wystąpił na największych polskich festiwalach muzycznych. Brał udział w wielu imprezach o charakterze charytatywnym. Nagrał kolejno albumy: Z miłości do rock and rolla (1993), Terapia (1993), Bezsenność (1995). 
Po drugim odejściu z Oddziału Zamkniętego, w 1995 był wokalistą grupy Vayk, którą założył z Waldemarem Kuleczką. W 1996 wziął udział w koncercie poświęconym pamięci zmarłego wokalisty Dżemu Ryszarda Riedla – List do R. na 12 głosów – Spodek, Katowice oraz w telewizyjnej rejestracji piosenek z tego koncertu. W tym samym roku zaśpiewał gościnnie kilka utworów na płycie Wojciecha Pilichowskiego pt. Granat. W kolejnych latach prowadził karierę solową, efektem czego był jego pierwszy i jedyny solowy album studyjny pt. Tchnienie (wyd. 2001), do nagrania którego zaprosił m.in. aktora Artura Żmijewskiego. Po 2003 prowadził wykłady dla młodzieży o tematyce zagrożeń związanych z uzależnieniem od używek, przeplatane solowymi występami muzycznymi. 
Od 2014 był ponownie związany z Oddziałem Zamkniętym, z którym gościnnie odbył trasę koncertową z okazji 35-lecia działalności. W marcu 2015 oficjalnie powrócił do zespołu, zastępując tym samym Cezarego Zybałę-Strzeleckiego. W listopadzie 2015, po niespełna ośmiu miesiącach gry w zespole, definitywnie zakończył współpracę z zespołem. Od 2020 jest liderem zespołu W.A.J.K (funkcjonującym również pod nazwami – W.A.J.K Acoustic Rock Band, W.A.J.K Acoustic Rock Trio i W.A.J.K WażneAbyJeszczeKwiaty). W trakcie pandemii COVID-19 zrealizował kilka nagrań w ramach projektu pt. W.A.J.K & MMM. 

### Życie prywatne
Ukończył Szkołę Psychoterapii Uzależnień w Czarnym Borze. Studiował rehabilitację na Akademii Wychowania Fizycznego Józefa Piłsudskiego w Warszawie. Z wyznania jest adwentystą dnia siódmego. W latach 90. XX w. popadł w uzależnienia od narkotyków i papierosów – następnie prowadził warsztaty z profilaktyki uzależnień.

## Dyskografia
Źródła:

### Albumy studyjne
- Terapia (1993) – Oddział Zamknięty
- Bezsenność (1995) – Oddział Zamknięty
- Tchnienie (2001) – album solowy

### Albumy koncertowe
- Z miłości do rock and rolla (1993) – Oddział Zamknięty

### Albumy kompilacyjne
- Przeboje Polskiego Rocka. Agnieszka (1994) – Oddział Zamknięty, różni wykonawcy
- Changes (1995) – Collage
- Ballady (1996) – Oddział Zamknięty
- Gold (1998) – Oddział Zamknięty
- To ja złodziej (2000)  – Oddział Zamknięty, różni wykonawcy

### Single
- Stół (1989) – Oddział Zamknięty
- Skandal (1989) – Oddział Zamknięty
- Anioły (1993) – Oddział Zamknięty
- Uszy (1994) – Oddział Zamknięty
- Sama (1994) – Oddział Zamknięty
- Gdyby nie Ty (1995) – Oddział Zamknięty
- Wierzę, że moja bezsenność będzie Twoja (1995) – Oddział Zamknięty
- Nikt nie zauważy kiedy wyjdę / Drzewo (1995) – Oddział Zamknięty

### Gościnnie
- Ogniste miecze (1991) – Krzysztof "Jary" Jaryczewski
- Granat (1996) – Pilichowski
- List do R. na 12 głosów (1996) – Dżem